# Karlsruher Sport-Club Mühlburg-Phönix 1963-1964
Questa voce raccoglie le informazioni riguardanti il Karlsruher Sport-Club Mühlburg-Phönix nelle competizioni ufficiali della stagione 1963-1964.

## Stagione
Nella stagione 1963-1964 il Karlsruhe, allenato da Kurt Sommerlatt, concluse il campionato di Bundesliga al 13º posto. In Coppa di Germania il Karlsruhe fu eliminato ai quarti di finale dall'Altona 93.

## Rosa
| N. |                     | Ruolo | Calciatore         |
| -- | ------------------- | ----- | ------------------ |
|    | Germania (bandiera) | P     | Manfred Paul       |
|    | Germania (bandiera) | P     | Erich Wolf         |
|    | Germania (bandiera) | D     | Gerhard Helm       |
|    | Germania (bandiera) | D     | Horst Hotz         |
|    | Germania (bandiera) | D     | Rolf Kahn          |
|    | Germania (bandiera) | D     | Dieter Klaußner    |
|    | Germania (bandiera) | D     | Peter Koßmann      |
|    | Germania (bandiera) | D     | Dieter Meinzer     |
|    | Germania (bandiera) | D     | Willi Rihm         |
|    | Germania (bandiera) | D     | Horst Saida        |
|    | Germania (bandiera) | D     | Gustav Witlatschil |
|    | Germania (bandiera) | C     | Jupp Marx          |

| N. |                     | Ruolo | Calciatore           |
| -- | ------------------- | ----- | -------------------- |
|    | Germania (bandiera) | C     | Heinz Ruppenstein    |
|    | Germania (bandiera) | A     | Willi Dürrschnabel   |
|    | Germania (bandiera) | A     | Otto Geisert         |
|    | Germania (bandiera) | A     | Gerhard Kentschke    |
|    | Germania (bandiera) | A     | Hartmann Madl        |
|    | Germania (bandiera) | A     | Erwin Metzger        |
|    | Germania (bandiera) | A     | Ernst Röhrig         |
|    | Germania (bandiera) | A     | Siegfried Stark      |
|    | Germania (bandiera) | A     | Joachim Thimm        |
|    | Germania (bandiera) | A     | Horst Wild           |
|    | Germania (bandiera) | A     | Reinhold Wischnowsky |
|    | Germania (bandiera) | A     | Klaus Zaczyk         |

## Organigramma societario
Area tecnica
- Allenatore: Kurt Sommerlatt
- Allenatore in seconda:
- Preparatore dei portieri:
- Preparatori atletici:

## Calciomercato

### Sessione estiva
| Acquisti | Acquisti        | Acquisti         | Acquisti |
| R.       | Nome            | da               | Modalità |
| -------- | --------------- | ---------------- | -------- |
| A        | Hartmann Madl   | 1. FC Passau     |          |
| A        | Erwin Metzger   | Schwaben Augusta |          |
| A        | Siegfried Stark | Bayern Hof       |          |

| Cessioni | Cessioni           | Cessioni          | Cessioni |
| R.       | Nome               | a                 | Modalità |
| -------- | ------------------ | ----------------- | -------- |
| C        | Günter Herrmann    | Schalke 04        |          |
| A        | Reinhold Nedoschil | Tura Ludwigshafen |          |

## Risultati

### Bundesliga

#### Girone di andata
| Arbitro: | Zimmermann |

|             |           |                                    |
| Metzger 83’ | Marcatori | 29’, 88’ Krämer 33’ Cichy 37’ Rahn |

| Arbitro: | Treichel |

|                                       |           |  |
| Overath 10’ Sturm 16’, 77’ Hornig 68’ | Marcatori |  |

| Arbitro: | Malka |

|  |           |                                          |
|  | Marcatori | 12’, 44’ Dörfel 17’ Seeler 53’ Giesemann |

| Arbitro: | Thier |

|                      |           |  |
| Dulz 37’ Gerwien 68’ | Marcatori |  |

| Arbitro: | Lutz |

|          |           |                                   |
| Madl 46’ | Marcatori | 3’ Kurrat 11’ Rylewicz 83’ Cyliax |

| Arbitro: | Sparing |

|                       |           |                                |
| Müller 3’ Morlock 45’ | Marcatori | 33’ Madl 55’, 65’, 90’ Geisert |

| Arbitro: | Kandlbinder |

|  |           |                                    |
|  | Marcatori | 22’ Arnold 32’ Hoffmann 63’ Höller |

| Arbitro: | Schörnich |

|              |           |  |
| Gawletta 16’ | Marcatori |  |

| Arbitro: | Treichel |

|              |           |                            |
| Krafczyk 87’ | Marcatori | 42’ Geisert 51’, 86’ Stark |

| Arbitro: | Ott |

|                                                       |           |                 |
| Kentschke 8’ Marx 9’ Stark 41’ Witlatschil 44’ (rig.) | Marcatori | 12’, 56’ Rummel |

| Arbitro: | Deuschel |

|          |           |  |
| Heiß 89’ | Marcatori |  |

| Arbitro: | Malka |

|         |           |               |
| Wild 9’ | Marcatori | 55’ Zebrowski |

| Arbitro: | Schulenburg |

|                    |           |                                 |
| Beyer 20’ Groß 55’ | Marcatori | 15’ Saida 45’ Stark 76’ Geisert |

| Arbitro: | Fritz |

|          |           |              |
| Wild 80’ | Marcatori | 70’ Herrmann |

| Arbitro: | Fischer |

|  |           |                                    |
|  | Marcatori | 33’ Geisert 53’ Madl 73’ Kentschke |

#### Girone di ritorno
| Arbitro: | Spiewak |

|                  |           |  |
| Lotz 7’ Rahn 35’ | Marcatori |  |

| Arbitro: | Fritz |

|                       |           |                       |
| Metzger 76’ Saida 89’ | Marcatori | 9’ Müller 82’ Schäfer |

| Arbitro: | Niemeyer |

|            |           |             |
| Seeler 58’ | Marcatori | 28’ Metzger |

| Arbitro: | Weyland |

|                                                 |           |            |
| Geisert 3’ Kentschke 56’ Witlatschil 65’ (rig.) | Marcatori | 87’ Hosung |

| Arbitro: | Sturm |

|                              |           |                         |
| Rylewicz 27’, 48’ Cyliax 40’ | Marcatori | 34’ Stark 69’ Kentschke |

| Arbitro: | Leidag |

|          |           |                          |
| Wild 16’ | Marcatori | 24’ Wild 31’, 68’ Strehl |

| Arbitro: | Betz |

|                                       |           |          |
| Geiger 11’, 42’ Eisele 33’ Höller 55’ | Marcatori | 72’ Wild |

| Arbitro: | Thier |

|                                                          |           |               |
| Witlatschil 14’ (rig.) Thimm 36’, 86’, 88’ Kentschke 66’ | Marcatori | 61’ Reitgassl |

| Arbitro: | Schulenburg |

|                    |           |                      |
| Stark 66’ Wild 83’ | Marcatori | 14’, 22’ Schönwälder |

| Münster 21 marzo 1964, ore 16:30 CET 25ª giornata | Preußen Münster | 0 – 0 referto | Karlsruhe | Preußenstadion (18 000 spett.)\| Arbitro: \| Lutz \| |
| Arbitro:                                          | Lutz            |               |           |                                                      |

| Arbitro: | Sparing |

|             |           |  |
| Metzger 20’ | Marcatori |  |

| Brema 11 aprile 1964, ore 17:00 CET 27ª giornata | Werder Brema | 0 – 0 referto | Karlsruhe | Weserstadion (12 000 spett.)\| Arbitro: \| Treichel \| |
| Arbitro:                                         | Treichel     |               |           |                                                        |

| Arbitro: | Baumgärtel |

|                 |           |                |
| Witlatschil 64’ | Marcatori | 53’ Altendorff |

| Arbitro: | Spinnler |

|                          |           |               |
| Rausch 73’ Koslowski 78’ | Marcatori | 21’ Kentschke |

| Arbitro: | Niemeyer |

|          |           |                         |
| Kahn 86’ | Marcatori | 40’ Schämer 78’ Huberts |

### Coppa di Germania
| Arbitro: | Horstmann |

|                 |           |                               |
| Pohlschmidt 68’ | Marcatori | 44’ Thimm 59’ Zaczyk 83’ Kahn |

| Arbitro: | Hager |

|                        |           |               |
| Zaczyk 21’ Geisert 90’ | Marcatori | 32’ Pfisterer |

| Arbitro: | Ott |

|                         |           |             |
| Kurth 16’ Wendlandt 80’ | Marcatori | 65’ Metzger |

## Statistiche

### Statistiche di squadra
| Competizione      | Punti | In casa | In casa | In casa | In casa | In casa | In casa | In trasferta | In trasferta | In trasferta | In trasferta | In trasferta | In trasferta | Totale | Totale | Totale | Totale | Totale | Totale | DR  |
| Competizione      | Punti | G       | V       | N       | P       | Gf      | Gs      | G            | V            | N            | P            | Gf           | Gs           | G      | V      | N      | P      | Gf     | Gs     | DR  |
| ----------------- | ----- | ------- | ------- | ------- | ------- | ------- | ------- | ------------ | ------------ | ------------ | ------------ | ------------ | ------------ | ------ | ------ | ------ | ------ | ------ | ------ | --- |
| Bundesliga        | 24    | 15      | 4       | 5       | 6       | 24      | 30      | 15           | 4            | 3            | 8            | 18           | 25           | 30     | 8      | 8      | 14     | 42     | 55     | -13 |
| Coppa di Germania | -     | 1       | 1       | 0       | 0       | 2       | 1       | 2            | 1            | 0            | 1            | 4            | 3            | 3      | 2      | 0      | 1      | 6      | 4      | +2  |
| Totale            | 24    | 16      | 5       | 5       | 6       | 26      | 31      | 17           | 5            | 3            | 9            | 22           | 28           | 33     | 10     | 8      | 15     | 48     | 59     | -11 |

### Andamento in campionato
| Giornata  | 1  | 2  | 3  | 4  | 5  | 6  | 7  | 8  | 9  | 10 | 11 | 12 | 13 | 14 | 15 | 16 | 17 | 18 | 19 | 20 | 21 | 22 | 23 | 24 | 25 | 26 | 27 | 28 | 29 | 30 |
| --------- | -- | -- | -- | -- | -- | -- | -- | -- | -- | -- | -- | -- | -- | -- | -- | -- | -- | -- | -- | -- | -- | -- | -- | -- | -- | -- | -- | -- | -- | -- |
| Luogo     | C  | T  | C  | T  | C  | T  | C  | T  | T  | C  | T  | C  | T  | C  | T  | T  | C  | T  | C  | T  | C  | T  | C  | C  | T  | C  | T  | C  | T  | C  |
| Risultato | P  | P  | P  | P  | P  | V  | P  | P  | V  | V  | P  | N  | V  | N  | V  | P  | N  | N  | V  | P  | P  | P  | V  | N  | N  | V  | N  | N  | P  | P  |
| Posizione | 16 | 16 | 16 | 16 | 16 | 15 | 15 | 15 | 15 | 14 | 14 | 14 | 14 | 14 | 13 | 14 | 13 | 13 | 13 | 13 | 13 | 14 | 13 | 13 | 13 | 13 | 13 | 13 | 13 | 13 |

Legenda:

Luogo: C = Casa; T = Trasferta. Risultato: V = Vittoria; N = Pareggio; P = Sconfitta.

### Statistiche dei giocatori
| Giocatore       | Bundesliga | Bundesliga | Bundesliga  | Bundesliga | Coppa di Germania | Coppa di Germania | Coppa di Germania | Coppa di Germania | Totale   | Totale | Totale      | Totale     |
| Giocatore       | Presenze   | Reti       | Ammonizioni | Espulsioni | Presenze          | Reti              | Ammonizioni       | Espulsioni        | Presenze | Reti   | Ammonizioni | Espulsioni |
| --------------- | ---------- | ---------- | ----------- | ---------- | ----------------- | ----------------- | ----------------- | ----------------- | -------- | ------ | ----------- | ---------- |
| W. Dürrschnabel | 2          | 0          | 0           | 0          | 1                 | 0                 | 0                 | 0                 | 3        | 0      | 0           | 0          |
| O. Geisert      | 21         | 7          | 0           | 0          | 2                 | 1                 | 0                 | 0                 | 23       | 8      | 0           | 0          |
| G. Helm         | 2          | 0          | 0           | 0          | 0                 | 0                 | 0                 | 0                 | 2        | 0      | 0           | 0          |
| H. Hotz         | 0          | 0          | 0           | 0          | 0                 | 0                 | 0                 | 0                 | 0        | 0      | 0           | 0          |
| R. Kahn         | 10         | 1          | 0           | 0          | 3                 | 1                 | 0                 | 0                 | 13       | 2      | 0           | 0          |
| G. Kentschke    | 23         | 6          | 0           | 0          | 2                 | 0                 | 0                 | 0                 | 25       | 6      | 0           | 0          |
| D. Klaußner     | 11         | 0          | 0           | 0          | 1                 | 0                 | 0                 | 0                 | 12       | 0      | 0           | 0          |
| P. Koßmann      | 24         | 0          | 0           | 0          | 3                 | 0                 | 0                 | 0                 | 27       | 0      | 0           | 0          |
| H. Madl         | 14         | 3          | 0           | 0          | 1                 | 0                 | 0                 | 0                 | 15       | 3      | 0           | 0          |
| J. Marx         | 30         | 1          | 0           | 0          | 2                 | 0                 | 0                 | 0                 | 32       | 1      | 0           | 0          |
| D. Meinzer      | 0          | 0          | 0           | 0          | 0                 | 0                 | 0                 | 0                 | 0        | 0      | 0           | 0          |
| E. Metzger      | 18         | 4          | 0           | 0          | 2                 | 1                 | 0                 | 0                 | 20       | 5      | 0           | 0          |
| M. Paul         | 23         | 0          | 0           | 0          | 0                 | 0                 | 0                 | 0                 | 23       | 0      | 0           | 0          |
| W. Rihm         | 13         | 0          | 0           | 0          | 3                 | 0                 | 0                 | 0                 | 16       | 0      | 0           | 0          |
| H. Ruppenstein  | 6          | 0          | 0           | 0          | 1                 | 0                 | 0                 | 0                 | 7        | 0      | 0           | 0          |
| E. Röhrig       | 0          | 0          | 0           | 0          | 0                 | 0                 | 0                 | 0                 | 0        | 0      | 0           | 0          |
| H. Saida        | 24         | 2          | 0           | 0          | 2                 | 0                 | 0                 | 0                 | 26       | 2      | 0           | 0          |
| S. Stark        | 21         | 6          | 0           | 0          | 0                 | 0                 | 0                 | 0                 | 21       | 6      | 0           | 0          |
| J. Thimm        | 6          | 3          | 0           | 0          | 1                 | 1                 | 0                 | 0                 | 7        | 4      | 0           | 0          |
| H. Wild         | 22         | 5          | 0           | 0          | 0                 | 0                 | 0                 | 0                 | 22       | 5      | 0           | 0          |
| R. Wischnowsky  | 19         | 0          | 0           | 0          | 1                 | 0                 | 0                 | 0                 | 20       | 0      | 0           | 0          |
| G. Witlatschil  | 28         | 4          | 0           | 0          | 2                 | 0                 | 0                 | 0                 | 30       | 4      | 0           | 0          |
| E. Wolf         | 7          | 0          | 0           | 0          | 3                 | 0                 | 0                 | 0                 | 10       | 0      | 0           | 0          |
| K. Zaczyk       | 6          | 0          | 0           | 0          | 3                 | 2                 | 0                 | 0                 | 9        | 2      | 0           | 0          |